# Turbo B
Turbo B, nome artístico de Durron Maurice Butler (Pittsburgh, 30 de Abril de 1967) é um músico e rapper, mais conhecido por ter liderado o grupo de música electrónica Snap!.

## Início
Nascido em Pittsburgh, Pensilvânia, Butler começou a sua carreira musical como baterista de uma banda de heavy metal em sua cidade natal. Depois de entrar para o Exército dos Estados Unidos em julho de 1985, ele completou o treinamento básico (C-4-3) em Fort Dix e foi transferido para o 8 SC, Redstone Arsenal (AL) para treinamento avançado onde se qualificou para se tornar um especialista em munições. Com seu treinamento avançado completo, ele foi enviado para Friedberg, Hesse para participar do 60th Ordnance Companhia no Quartel Ray. Depois de completar seu serviço no Exército, voltou para os EUA, mas voltou para a Alemanha pouco depois em turnê com o grupo The Fat Boys. Em 1990, o DJ Rico Sparx descobriu seus talentos no rap e apresentou-o ao Snap!, cujos produtores eram produtores Michael Münzing e Luca Anzilotti (que estavam usando o pseudônimo de Benito Benites e John "Virgo" Garrett III); que o escolheu para substituir os vocais de Ice Rob G em sua canção "The Power". Ele escolheu o nome artístico Turbo B, que tinha sido seu apelido desde a infância.